# Aéroport de Simara
L'aéroport de Simara (code IATA : SIF • code OACI : VNSI) est un aéroport desservant la ville de Pipara Simara au Népal. Il est l'aéroport le plus proche de Birganj, troisième ville du pays. Il a ouvert ses portes le 4 juillet 1958.

## Situation
L'aéroport est situé à 137 mètres d'altitude. 
| \| 100 km1:3 095 000 \| Bajura Bhadrapur Bhâratpur Bhojpur Biratnagar Dhangadhi Dolpa Janakpur Jomsom Jumla Katmandou Lamidanda Lukla Manang Meghauli Nepalganj Phaplu Pokhara Ramechhap Rukumkot Rumjatar Simara Siddharthanagar Simikot Surkhet Talcha Taplejung Thamkharka Tumlingtar Dang |
| 100 km1:3 095 000 |

## Installations
Il possède une unique piste en asphalte de 1 192 mètres de long, orientée 01/19.
L'aéroport est équipé pour recevoir des avions du Nepalese Army Air Service.

## Compagnies et destinations
| Compagnies     | Destinations        |
| -------------- | ------------------- |
| Buddha Air     | Katmandou-Tribhuvan |
| Nepal Airlines | Katmandou-Tribhuvan |